# Guguste et Belzebuth
Guguste et Belzebuth byl francouzský němý film z roku 1901. Režisérem byl Georges Méliès (1861–1938). Film je považován za ztracený.

## Děj
Klaun Guguste pověsí svou bundu na židli, která zmizí. Na jejím místě se objeví kbelík s vodou, do kterého Guguste ponoří koště, aby si bundu vyčistil. Ta však vzplane a Guguste se ze vzniklé situace chce posadit na křeslo, které se promění v lampu, která mu začne zahřívat hýždě. Poté přichází Satan, kterého se klaun snaží chytit, ale nakonec spadne hlavou napřed do kbelíku s vodou.